# Rockstar Leeds
Rockstar Leeds (precedentemente Möbius Entertainment) è un'azienda britannica produttrice di videogiochi con sede a Leeds, nel West Yorkshire. La società è specializzata nella produzione di videogiochi per console portatili e smartphone. Tra i suoi prodotti più noti si segnalano alcuni capitoli della serie Grand Theft Auto come Grand Theft Auto: Liberty City Stories, Grand Theft Auto: Vice City Stories e Grand Theft Auto: Chinatown Wars.

## Storia
Fondata nel 1997 da Gordon Hall, Jason McGann, Dave Box, Justin Johnson e Ian Bowden, la società era formata da 30 progettisti e programmatori. Gli uffici della società si trovavano a Pudsey, in una chiesa del XVIII secolo riconvertita.
Nell'aprile 2004 la società viene acquisita da Rockstar Games e rinominata in Rockstar Leeds. Dopo la pubblicazione di Grand Theft Auto: Liberty City Stories, alla fine del 2005, lo studio è stato trasferito in uffici moderni.

## Videogiochi sviluppati
come Möbius Entertainment
| Videogioco                                 | Anno di pubblicazione | Piattaforma      |
| ------------------------------------------ | --------------------- | ---------------- |
| Alfred's Adventure                         | 2000                  | Game Boy Color   |
| High Heat Major League Baseball 2002       | 2001                  | Game Boy Advance |
| Alfred Chicken                             | 2002                  | PlayStation      |
| High Heat Major League Baseball 2003       | 2002                  | Game Boy Advance |
| Army Men: Turf Wars                        | 2002                  | Game Boy Advance |
| Drome Racers                               | 2003                  | Game Boy Advance |
| Bionicle                                   | 2003                  | Game Boy Advance |
| Barbie Horse Adventures: Wild Horse Rescue | 2003                  | Game Boy Advance |
| American Idol                              | 2003                  | Game Boy Advance |
| Max Payne                                  | 2003                  | Game Boy Advance |
| A Sound of Thunder                         | 2004                  | Game Boy Advance |

come Rockstar Leeds
| Videogioco                             | Anno di pubblicazione | Piattaforme                                       | Note                           |
| -------------------------------------- | --------------------- | ------------------------------------------------- | ------------------------------ |
| Midnight Club 3: DUB Edition           | 2005                  | PlayStation Portable                              |                                |
| Grand Theft Auto: Liberty City Stories | 2005                  | PlayStation Portable, PlayStation 2, iOS, Android |                                |
| Grand Theft Auto: Vice City Stories    | 2006                  | PlayStation Portable, PlayStation 2               |                                |
| Manhunt 2                              | 2007                  | PlayStation Portable                              |                                |
| The Warriors                           | 2007                  | PlayStation Portable                              |                                |
| Grand Theft Auto: Chinatown Wars       | 2009                  | Nintendo DS, PlayStation Portable, iOS, Android   |                                |
| Beaterator                             | 2009                  | PlayStation Portable, iOS                         |                                |
| Max Payne 3                            | 2012                  | PlayStation 3, Xbox 360, Microsoft Windows        | Come parte di Rockstar Studios |